# Strombers
|  | No s'ha de confondre amb Los Stompers. |

Strombers és un grup de música de Cardona format el 1998. El grup toca cançons de música festiva on combinen diversos estils: ska, reggae, cúmbia, rumbes, country, bluegrass, entre d'altres.

## Història

### Creació del grup i inicis
L'origen del grup es va gestar a les acaballes del mil·lenni a la terrassa del bar Firabar de Cardona. Allà es van trobar els primers components del grup: Ferran Gallart, Toni, Garri, Manolo i Ramon Obiols, que van decidir improvisar un concert durant la Setmana de la joventut de Cardona. Inicialment el grup prenia aquest caire improvisat, com una banda de jam session, amb un esperit que consistia en ajuntar-se per tocar i passar-s'ho bé. S'anomenaven Els Sinver, però després d'un canvi de representant van començar a utilitzar Strombers. El nom del grup també va néixer al Firabar de Cardona, on Antoni Martínez (pare de Marc Martínez) va batejar-los, possiblement en relació amb el Citroën Stromberg. La primera gravació seriosa del grup es va realitzar a Cambils, el 2002. Des dels inicis fins aleshores, tot era un divertimento. Amb l'edició del Fiesta Ilegal, Vol.1 (Zinetik Records, 2003) el projecte comença a professionalitzar-se. 

### Dècada del 2000

#### 2003: Fiesta Ilegal. Vol. 1
Va ser produït per Zinetik Records. En els orígens del grup va aparèixer l'humorista Berto Romero amb una lletra, Borracha, que la banda es va animar a incorporar al seu repertori. El cap de setmana que va néixer la cançó Borracha es van trobar alguns dels membres del grup amb Berto Romero a Cardona i es van proposar com a repte portar el màxim nombre de cançons compostes per a l'endemà. D'aquella trobada en van sortir uns quants grans temes, dels quals dos estan al primer disc: Dices i el seu Borracha. I un altre, Eclipse, forma part del primer disc de la Beth.

### 2005:Que ruli
Va ser el segon disc, editat el 2005. La nit de Sant Joan es va escriure un 24 de juny després d'una llarga revetlla a Artés.
| núm. | Títol de la cançó        | Durada |
| ---- | ------------------------ | ------ |
| 01   | Mercè                    | 4:24   |
| 02   | El meu poble             | 3:27   |
| 03   | Chingale                 | 3:19   |
| 04   | La gota                  | 4:12   |
| 05   | Colorea                  | 4:30   |
| 06   | Cuba                     | 4:42   |
| 07   | La dansa del sonat       | 3:23   |
| 08   | Verdadero                | 4:04   |
| 09   | La nit de Sant Joan      | 4:38   |
| 10   | Ven                      | 4:49   |
| 11   | La canción que suena mal | 2:38   |
| 12   | Quan siguis enllà        | 3:43   |
| 13   | Cheilo el Bataca         | 3:33   |

El 2006 presenten el seu tercer treball: Blú.
El 2009 editen el quart disc: Extraterrestres. En ell, abandonen una part dels sons mestissos per llençar-se cap a un so més rocker.

### Dècada del 2010
L'any 2011 el grup es tanca a l'estudi per enregistrar les cançons del nou disc, però per accident es perd la còpia mestra de la gravació i el procés s'ha de repetir. Això va permetre als Strombers tenir més temps per pair el resultat i reescriure algunes lletres i redissenyar les melodies que van considerar oportunes, que van tornar a enregistrar un any més tard. Així neix Jrujenjúnjel, el seu cinquè treball, publicat el juny de 2012. Considerat com una obra de maduresa, en una combinació de ska, reggae, rock i country. Hi col·laboraren Joan Garriga de La Troba Kung Fu, Carles Belda de Belda i Badabadoc, Arecio González d'Asstrio i les Sey Sisters.
El resultat va ser un conjunt de 14 temes on van provar de retrobar l'energia dels primers discs, d'entre els quals destaquen Cúmbia petonera, amb influència colombiana i panamenya, i Tocant el cel amb la mà, dedicat al món casteller i a la defensa del país. Aquest últim va comptar amb un videoclip estrenat a Enderrock.cat el mes d'abril del 2012. Va ser gravat amb els Minyons de Terrassa la tardor de 2011. Totmusicat la va proposar com una de les deu millores cançons de l'any 2012.
| nº | Nom de la cançó                | Durada |
| -- | ------------------------------ | ------ |
| 01 | Bailando ska la panza se te va | 4:07   |
| 02 | Tocant el cel amb la mà        | 4:24   |
| 03 | Cúmbia petonera                | 3:44   |
| 04 | La cançó del pagès             | 3:18   |
| 05 | Aquel beso                     | 4:04   |
| 06 | La guitarra                    | 4:28   |
| 07 | Somos                          | 3:23   |
| 08 | M.I.L.F                        | 3:14   |
| 09 | Si te vas, vuelve              | 3:46   |
| 10 | Un conte ple de contes         | 3:55   |
| 11 | Números parells                | 2:29   |
| 12 | Cada vez                       | 3:33   |
| 13 | El senyal                      | 3:43   |
| 14 | Cançó                          | 3:11   |

Donat que els inicis del grup no queden ben definits però sí que la publicació del primer disc va esdevenir simbòlica, el 2013 comença la celebració del 10è aniversari de Fiesta Ilegal Vol. 1. L'efemèride serveix per publicar el disc recopilatori Greatest Hits, on es regraven alguns dels temes més estimats amb un so menys amateur. Amb la mateixa intenció també produeixen el videoclip de Borracha, amb la participació de Berto Romero. Com a cloenda de l'aniversari, el 2014 publiquen el CD i DVD en directe 10 anys de festa il·legal gravat a Cardona. Aquest mateix any realitzen una gira a Xile, on entren en contacte amb la música tradicional del país i n'agafen influències per al proper treball discogràfic.
Durant l'estiu de 2015, en plena gira, el grup va començar a preparar el que seria el seu proper projecte: Tavernaris. Algunes cançons que es van gestar per a aquest disc van ser fruit d'un repte intern de la banda consistent en fer que cadascun dels components compongués una cançó cada dia durant quaranta dies seguits. Després de revisar el material i fer les correccions pertinents, el grup va posar-se a les mans de Roger Rodés, que va produir el disc a Medusa Estudios, a Barcelona.
El disc va ser un homenatge a les tavernes i bars com a lloc on veure i passar temps amb els amics. A través d'estils diversos (cúmbia, ska, reggae, merengue, punk...) i lletres en català i en castellà, el nou disc dels Strombers incorpora a la nova producció "matisos més llatins, essencialment caribenys", aconseguits amb el tractament de la percussió, la importància de la secció de vent i de corda, amb instruments com el tres cubà, l'ukelele i les guitarres acústiques.
En aquest gran canvi d'etapa també s'hi han afegit a l'equip Panda Management, que s'ocupen a partir d'ara de portar la seva contractació. Van fer el tret de sortida el dia 02 de desembre del 2015 a la sala Apolo, i així donaven per iniciat la #GiraTavernaris.
Marieta: el 25 de Novembre penjaven a Youtube el videoclip d'aquesta cançó, fent així un avançament del disc. En el videoclip hi col·laboren per una banda, la televisiva Ester Vázquez Burgés, i per l'altra, la polifacètica Ju.
| Número | Nom de cançó                       | Durada |
| ------ | ---------------------------------- | ------ |
| 01     | Vampiro                            | 3:15   |
| 02     | Marieta (amb Ester Vázquez Burgés) | 3:18   |
| 03     | No hay amor                        | 3:25   |
| 04     | Power to the barretina             | 3:09   |
| 05     | Samba tremenda                     | 3:44   |
| 06     | Loco                               | 3:18   |
| 07     | Tabernari                          | 3:20   |
| 08     | Coger contigo                      | 2:56   |
| 09     | Gracias a la vida                  | 2:40   |
| 10     | Sexo con amor                      | 3:15   |
| 11     | Per molts anys                     | 3:01   |
| 12     | Siscunagger                        | 2:54   |
| 13     | Adiós                              | 3:21   |

El 2019 la banda celebra el seu 20è aniversari amb una gira i dos nous singles, Cada cop que rius i Cantant rebel.

### Dècada del 2020
L'abril de l'any 2022 editen el vuitè treball d'estudi, La flor de la vida, amb una gira promocional a unes quantes universitats catalanes. El single Sents, enregistrat a les cales de Begur, es publica el mateix mes com a avançament del disc.
A principis d'estiu de 2023 el grup anuncia que atura la gira Strombersions i anul·la tots els concerts futurs previstos. El motiu és la malaltia de Ferran Gallart, que mor el següent 21 de setembre víctima d'un càncer.

## Discografia

### Àlbums d'estudi
- Fiesta ilegal. Vol. 1 (2003)
- Que ruli (2005)
- Blú (2006)
- Extraterrestres (2009)
- Jrujenjúnjel (2012)
- Tavernaris (2015)
- Stromberland (2018)
- La flor de la vida (2022)

### Recopilatoris i directes
- Greatest hits (2013)
- 10 anys de festa il·legal (2014)

## Estil
El grup ha comptat amb l'influència de grups festius catalans, com Dusminguet, o d'Amèrica Llatina, com Texas Tornados, Lucky Dube, La Bersuit, Los Auténticos Decadentes, La Vela Puerca o Los Ilegales.
Autodenominen el seu estil com a Flopsy style, un acte de llibertat musical, una barreja eclèctica i deliberadament accidentada d'estils expressada amb optimisme i sense prejudicis. Amb aquesta definició potser s'hi podrien incloure altres grups, però la diferència és que els Strombers no tenim cap pressió perquè no hi ha cap discogràfica ni ningú que ens imposi directrius».
Gran part de les seves cançons fan referència a les tradicions del país. En són exemples:
- La nit de Sant Joan: Vinculada a La revetlla de Sant Joan
- Patum: Vinculada a la Patum de Berga
- Tocant el cel amb la mà: Vinculada amb els castells
- Power to the barretina: Vinculada amb la barretina catalana i les Caramelles
- Rei Carnestoltes: Vinculada amb la festa de Carnestoltes
- Pessebre ideal: Vinculada al pessebre de nadal

## Cançons més populars[27]
- Mercè
- El coche de Manolo
- La nit de Sant Joan
- Patum
- Tocant el cel amb la mà
- Borracha